# Final de la Copa Mundial de Clubes de la FIFA 2011
La final de la Copa Mundial de Clubes de 2011, se realizó en Japón el día 18 de diciembre de 2011 a las 19:30 (hora local). Participaron los dos equipos ganadores en las semifinales. Barcelona se proclamó campeón tras vencer al Santos por 4-0.

## Llave
| Bandera de Brasil | vs. | Bandera de España |
| Santos 0          | vs. | Barcelona 4       |

## Fases Previas
|  |                            |                          |                            |           | Cuartos de final         | Cuartos de final         |   |  | Semifinales | Semifinales |  |  | Final                      | Final |
|  |                            |                          |                            |           |                          |                          |   |  |             |             |  |  |                            |       |
|  |                            |                          |                            |           | 11 de diciembre - Toyota |                          |   |  |             |             |  |  |                            |       |
|  |                            |                          |                            |           |                          |                          |   |  |             |             |  |  |                            |       |
|  | Kashiwa Reysol (pen.)      | 1 (4)                    |                            |           |                          |                          |   |  |             |             |  |  |                            |       |
|  | Kashiwa Reysol (pen.)      | 1 (4)                    | 14 de diciembre - Toyota   |           |                          |                          |   |  |             |             |  |  |                            |       |
|  |                            |                          | Monterrey                  | 1 (3)     |                          |                          |   |  |             |             |  |  |                            |       |
|  | Kashiwa Reysol             | 1                        | Monterrey                  | 1 (3)     |                          |                          |   |  |             |             |  |  |                            |       |
|  | Kashiwa Reysol             | 1                        | Quinto lugar               |           |                          |                          |   |  |             |             |  |  |                            |       |
|  |                            |                          | Santos                     | 3         |                          |                          |   |  |             |             |  |  |                            |       |
|  | Monterrey                  | 3                        | Santos                     | 3         |                          |                          |   |  |             |             |  |  |                            |       |
|  | Monterrey                  | 3                        | 18 de diciembre - Yokohama |           |                          |                          |   |  |             |             |  |  |                            |       |
|  | Espérance                  | 2                        |                            |           |                          |                          |   |  |             |             |  |  |                            |       |
|  | Espérance                  | 2                        | Santos                     | 0         |                          |                          |   |  |             |             |  |  |                            |       |
|  | 14 de diciembre - Toyota   | 14 de diciembre - Toyota | Santos                     | 0         | 11 de diciembre - Toyota | 11 de diciembre - Toyota |   |  |             |             |  |  |                            |       |
|  | 14 de diciembre - Toyota   | 14 de diciembre - Toyota |                            | Barcelona | 11 de diciembre - Toyota | 11 de diciembre - Toyota | 4 |  |             |             |  |  |                            |       |
|  |                            |                          | Espérance                  | Barcelona | 1                        |                          | 4 |  |             |             |  |  |                            |       |
|  | 15 de diciembre - Yokohama |                          | Espérance                  |           | 1                        |                          |   |  |             |             |  |  |                            |       |
|  |                            | Al-Sadd                  | 2                          |           |                          |                          |   |  |             |             |  |  |                            |       |
|  | Al-Sadd                    | Al-Sadd                  | 2                          | 0         |                          |                          |   |  |             |             |  |  |                            |       |
|  | Al-Sadd                    |                          | Tercer lugar               | 0         |                          |                          |   |  |             |             |  |  |                            |       |
|  |                            |                          | Barcelona                  | 4         |                          |                          |   |  |             |             |  |  |                            |       |
|  | Kashiwa Reysol             | 0 (3)                    | Barcelona                  | 4         |                          |                          |   |  |             |             |  |  |                            |       |
|  | Kashiwa Reysol             | 0 (3)                    |                            |           |                          |                          |   |  |             |             |  |  |                            |       |
|  | Al-Sadd                    | 0 (5)                    |                            |           |                          |                          |   |  |             |             |  |  |                            |       |
|  | Al-Sadd                    | 0 (5)                    |                            |           |                          |                          |   |  |             |             |  |  |                            |       |
|  |                            |                          |                            |           |                          |                          |   |  |             |             |  |  | 18 de diciembre - Yokohama |       |

## Antecedentes

### Santos Futebol Clube
Santos clasificó al torneo como ganador de la Copa Libertadores 2011, tras derrotar a Peñarol en la final. Ésta fue la primera vez que Santos compitió en este certamen. Anteriormente, disputó en dos oportunidades la Copa Intercontinental, la predecesora de la Copa Mundial de Clubes de la FIFA, con 2 sendas victorias en (1962) y (1963). Llegó a la final del torneo tras derrotar al anfitrión japonés Kashiwa Reysol en las semifinales.

### Fútbol Club Barcelona
Barcelona clasificó al torneo como ganador de la Liga de Campeones de la UEFA 2010-11, tras derrotar 3-1 a Manchester United en la final. Ésta fue la tercera vez que Barcelona compitió en este certamen, tras ganar en 2009 y terminar como finalistas en 2006. Anteriormente, disputó en una sola oportunidad la Copa Intercontinental, con una derrota (1992). Llegó a la final del torneo tras derrotar al club catarí Al-Sadd en las semifinales.

## Ficha del partido
| 1          | Guardameta     | Rafael Cabral  |     |
| 14         | Defensa        | Bruno Rodrigo  |     |
| 2          | Defensa        | Edu Dracena    |     |
| 6          | Defensa        | Durval         |     |
| 3          | Defensa        | Léo            |     |
| 7          | Centrocampista | Henrique       |     |
| 4          | Centrocampista | Danilo         | 31' |
| 5          | Centrocampista | Arouca         |     |
| 10         | Delantero      | Ganso          | 83' |
| 9          | Delantero      | Borges         | 79' |
| 11         | Delantero      | Neymar         |     |
| Entrenador | Entrenador     | Muricy Ramalho |     |

| 1          | Guardameta     | Víctor Valdés    |     |
| 5          | Defensa        | Carles Puyol     | 85' |
| 3          | Defensa        | Gerard Piqué     | 56' |
| 22         | Defensa        | Éric Abidal      |     |
| 6          | Centrocampista | Xavi Hernández   |     |
| 16         | Centrocampista | Sergio Busquets  |     |
| 8          | Centrocampista | Andrés Iniesta   |     |
| 2          | Centrocampista | Dani Alves       |     |
| 4          | Centrocampista | Cesc Fàbregas    |     |
| 11         | Centrocampista | Thiago Alcántara | 79' |
| 10         | Delantero      | Lionel Messi     |     |
| Entrenador | Entrenador     | Pep Guardiola    |     |

| 8  | Centrocampista | Elano       | 31' |
| 19 | Delantero      | Alan Kardec | 79' |
| 18 | Centrocampista | Ibson       | 83' |

| 14 | Defensa   | Javier Mascherano | 56' |
| 17 | Delantero | Pedro             | 79' |
| 24 | Defensa   | Andreu Fontàs     | 85' |

| Anotado | 17' | Lionel Messi   | 0–1 |
| Anotado | 24' | Xavi Hernández | 0–2 |
| Anotado | 45' | Cesc Fàbregas  | 0–3 |
| Anotado | 82' | Lionel Messi   | 0–4 |

| Amonestado | 73' | Ganso       |
| Amonestado | 74' | Edu Dracena |

| Amonestado | 39' | Gerard Piqué      |
| Amonestado | 71' | Javier Mascherano |

| Árbitro             | Ravshan Irmatov        |
| Árbitros asistentes | Abdukhamidullo Rasulov |
| Árbitros asistentes | Bahadyr Kochkorov      |
| Cuarto árbitro      | Yūichi Nishimura       |
| Quinto árbitro      | Tōru Sagara            |

| 1          | Guardameta     | Rafael Cabral  |     |
| 14         | Defensa        | Bruno Rodrigo  |     |
| 2          | Defensa        | Edu Dracena    |     |
| 6          | Defensa        | Durval         |     |
| 3          | Defensa        | Léo            |     |
| 7          | Centrocampista | Henrique       |     |
| 4          | Centrocampista | Danilo         | 31' |
| 5          | Centrocampista | Arouca         |     |
| 10         | Delantero      | Ganso          | 83' |
| 9          | Delantero      | Borges         | 79' |
| 11         | Delantero      | Neymar         |     |
| Entrenador | Entrenador     | Muricy Ramalho |     |

| 1          | Guardameta     | Víctor Valdés    |     |
| 5          | Defensa        | Carles Puyol     | 85' |
| 3          | Defensa        | Gerard Piqué     | 56' |
| 22         | Defensa        | Éric Abidal      |     |
| 6          | Centrocampista | Xavi Hernández   |     |
| 16         | Centrocampista | Sergio Busquets  |     |
| 8          | Centrocampista | Andrés Iniesta   |     |
| 2          | Centrocampista | Dani Alves       |     |
| 4          | Centrocampista | Cesc Fàbregas    |     |
| 11         | Centrocampista | Thiago Alcántara | 79' |
| 10         | Delantero      | Lionel Messi     |     |
| Entrenador | Entrenador     | Pep Guardiola    |     |

| 8  | Centrocampista | Elano       | 31' |
| 19 | Delantero      | Alan Kardec | 79' |
| 18 | Centrocampista | Ibson       | 83' |

| 14 | Defensa   | Javier Mascherano | 56' |
| 17 | Delantero | Pedro             | 79' |
| 24 | Defensa   | Andreu Fontàs     | 85' |

| Anotado | 17' | Lionel Messi   | 0–1 |
| Anotado | 24' | Xavi Hernández | 0–2 |
| Anotado | 45' | Cesc Fàbregas  | 0–3 |
| Anotado | 82' | Lionel Messi   | 0–4 |

| Amonestado | 73' | Ganso       |
| Amonestado | 74' | Edu Dracena |

| Amonestado | 39' | Gerard Piqué      |
| Amonestado | 71' | Javier Mascherano |

| Árbitro             | Ravshan Irmatov        |
| Árbitros asistentes | Abdukhamidullo Rasulov |
| Árbitros asistentes | Bahadyr Kochkorov      |
| Cuarto árbitro      | Yūichi Nishimura       |
| Quinto árbitro      | Tōru Sagara            |

| \| Estadísticas \| \| \| \| Tiros \| 8 \| 16 \| \| Tiros al arco \| 3 \| 9 \| \| Faltas \| 13 \| 13 \| \| Tiros de esquina \| 2 \| 4 \| \| Tiros libres \| 1 \| 1 \| \| Penales \| 0 \| 0 \| \| Fueras de juego \| 0 \| 6 \| \| Posesión del balón \| 29% \| 71% \| | Alineación inicial |                   |
| Estadísticas | Bandera de Brasil  | Bandera de España |
| Tiros | 8                  | 16                |
| Tiros al arco | 3                  | 9                 |
| Faltas | 13                 | 13                |
| Tiros de esquina | 2                  | 4                 |
| Tiros libres | 1                  | 1                 |
| Penales | 0                  | 0                 |
| Fueras de juego | 0                  | 6                 |
| Posesión del balón | 29%                | 71%               |

|                         |
| Bandera de España       |
| Campeón F. C. Barcelona |
| 2.do título             |

| Predecesor: Final de Emiratos Árabes Unidos 2010 | Final de la Copa Mundial de Clubes VIII edición | Sucesor: Final de Japón 2012 |

- Datos: Q1152758
- Multimedia: Final of the 2011 FIFA Club World Cup / Q1152758